# Kobuleti flygfält
Kobuleti flygfält (georgiska: ქობულეთი აეროპორტი) är en civil flygplats cirka två kilometer nordost om staden Kobuleti i den autonoma regionen Adzjarien i Georgien. Flygfältet har två mindre asfalterade landningsbanor men ingen reguljär passagerartrafik. Fältets ICAO-kod är GE-0006.
Fältet har tidigare använts som en träningsfacilitet för KGB och sovjetiska flygvapnet under kalla kriget, men idag är det sedan länge enbart brukat av allmänflyg och små privatplan.